# Танагра панамська
Тана́гра панамська (Tangara fucosa) — вид горобцеподібних птахів родини саякових (Thraupidae). Мешкає в Панамі і Колумбії.

## Опис
Довжина птаха становить 13 см. Голова, горло і верхня частина тіла чорні, на потилиці бліло-зелена пояма. Нижня частина тіла рудувато-коричнева, на грудях блискучі блакитні плямки.

## Поширення і екологія
Панамські танагри мешкають в горах Серранія-дель-Дар'єн на кордоні Панами і Колумбії, зокрема на горі Серро-Такаркуна. Вони живуть у вологих гірських і карликових тропічних лісах та на узліссях. Зустрічаються переважно на висоті від 1400 до 2000 м над рівнем моря. Живляться комахами і плодами, зокрема плодами Miconia і епіфітних ліан.

## Збереження
МСОП класифікує стан збереження цього виду як близький до загрозливого. Панамські танагри є досить поширеним видом в межах свого обмеженого ареалу, однак їм може загрожувати знищення природного середовища.